# East Renton Highlands
East Renton Highlands é uma Região censo-designada localizada no estado norte-americano de Washington, no Condado de King.

## Demografia
Segundo o censo norte-americano de 2000, a sua população era de 13.264 habitantes.

## Geografia
De acordo com o United States Census Bureau tem uma área de 32,8 km², dos quais 32,6 km² cobertos por terra e 0,2 km² cobertos por água.

## Localidades na vizinhança
O diagrama seguinte representa as localidades num raio de 8 km ao redor de East Renton Highlands.